# 5150 Elm's Way
5150 Elm's Way (en francés, 5150, rue des ormes) es una película canadiense de drama, suspenso psicológico y terror dirigida por Éric Tessier y protagonizada por René-Daniel Dubois y Marc-André Grondin. Está basada en la novela homónima de Patrick Senécal.

## Elenco
- Marc-André Grondin como Yannick Bérubé.
- Normand D'Amour como Jacques Beaulieu.
- Sonia Vachon como Maude.
- Mylène St-Sauveur como Michelle.
- Élodie Larivière como Anne.
- Catherine Bérubé como Josée.
- Normand Chouinard como Jérome Bérubé.
- Louise Bombardier como Francine Bérubé.
- Pierre-Luc Lafontaine como Simon.
- René-Daniel Dubois como M. Ruel

## Producción
La película se rodó en los Melrose Studios de Quebec, Canadá, y se estrenó el 9 de octubre de 2009.